# 姚异
姚（?—?），陕州硖石县（今河南省三门峡市东南）人。唐朝官员，宰相姚崇的次子。
宗正少卿姚异在父亲担任宰相时，与兄长光禄少卿姚彝留司东都，广招宾客，受纳贿赂，于是被当时的议论所讥讽。崔沔曾经调查此事。姚崇于是推荐崔沔有史才，让他转任为著作郎，来去其实权。姚异后来担任坊州刺史、大理卿。

## 子孙
- 姚闳，左拾遗
  - 姚怦，宝应（今江苏省宝应县）令
    - 姚丹，陆浑（今河南省嵩县东北）令
      - 姚增，荥阳（今河南省荥阳市）令
      - 姚均，金华（今浙江省金华市）令
      - 姚蕴，大理司直
        - 姚颋，浙西（今江苏省镇江市）馆驿巡官
        - 姚圭，南昌（今江西省南昌市）主簿
        - 姚进

    - 姚浼，楚丘（今山东省曹县安蔡楼镇楚天集村）令
    - 姚温，尉氏（今河南省尉氏县）令

  - 姚悟，襄王傅
  - 姚憺，淮宁节度押衙，摄邓州（今河南省邓州市）刺史
  - 姚惇，朝城（今山东省莘县朝城镇）令
  - 姚惕，华原（今陕西省铜川市耀州区）令
- 姚闬
  - 姚恬
  - 姚憕
- 姚阀，洛州（今河南省洛阳市）参军

## 資料來源
- 《旧唐书》姚崇传
- 《新唐书》姚崇传